# Denezières
Denezières település Franciaországban, Jura megyében. Lakosainak száma 73 fő (2022. január 1.). Denezières Doucier, Charcier, Menétrux-en-Joux, Saugeot és Uxelles községekkel határos.

## Népesség
A település népességének változása:
| Lakosok száma | 88   | 93   | 89   | 74   | 79   | 74   | 72   | 72   | 72   | 73   |
|               | 1968 | 1982 | 1990 | 2006 | 2013 | 2015 | 2017 | 2019 | 2020 | 2022 |